# Ben Caplan
Ben Caplan, född 1974, är en skådespelare. Han är bland annat känd för sin skildring av Cpl. Walter 'Smokey' Gordon i den prisbelönade krigsserien Band of Brothers och för rollen som Peter Noakes i dramaserien Barnmorskan i East End.

## Filmografi

### Filmer
- 1997 – The Perfect Blue
- 2002 – The Dwarfs
- 2006 – Friendly Fire
- 2007 – Maxwell (TV-film)
- 2008 – RocknRolla
- 2009 – Driver (kortfilm)
- 2010 – Leap Year

### TV-serier
- 1997 - Where the Heart Is (1 avsnitt)
- 1997 - Soldier Soldier (1 avsnitt)
- 1997 - Inspector Morse (1 avsnitt)
- 1999-2000 - Ett fall för Frost (2 avsnitt)
- 2001 - Band of Brothers (5 avsnitt)
- 2005 - Judge John Deed (3 avsnitt)
- 2008 - The Passion (4 avsnitt)
- 2009 - Trinity (1 avsnitt)
- 2012–2017 – Barnmorskan i East End (TV-serie) (32 avsnitt)